# 首都第一コマンド

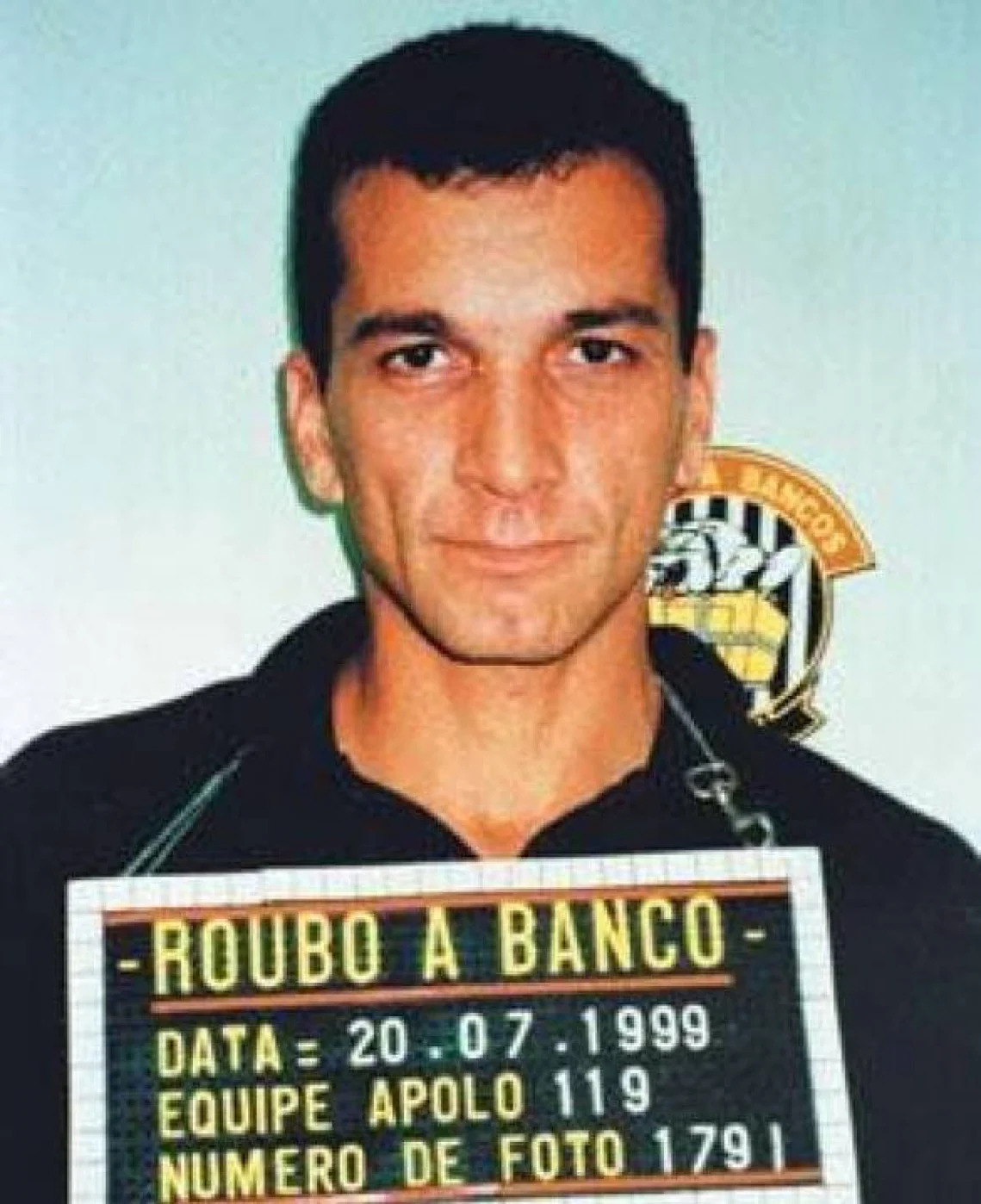

首都第一コマンド (しゅとだいいちコマンド、ポルトガル語:Primeiro Comando da Capital、略称: PCC) は、ブラジルを中心として活動している犯罪組織。
構成員は20,000人以上いると言われており、その内6,000人が刑務所に収容されていると言われている。

## 概要
首都第一コマンドは、1993年8月31日にタウバテの刑務所で8人の囚人によって結成された。
2006年3月に警察が発見した文書によると、PCCの収入は一ヶ月で約120万レアル（日本円でおよそ30,800,000円）ほどあったと言われている。
主な収入源は恐喝や医薬品の密売、貨物の窃盗、銀行強盗などで2015年には国内で約3,000台のATMが爆破されている。